# Герби графств Англії
Це список гербів різних графських рад (нинішніх і колишніх) в Англії.

## Фон
Відповідно до геральдичного права в Англії, герб не надається місцям як таким, а лише корпоративним органам, які ними керують. Відповідно, хоча герб та символи були пов'язані з графствами з XVII століття, офіційних грантів не було до створення графських рад у 1889 році.

## Історія

### Перші надання
Перший грант на герб було надано Раді графства Західний Сассекс незабаром після її заснування в 1889 році. Витрати гранту були сплачені герцогом Норфолкським, головою гербового коледжу, який також був першим головою ради графства. Протягом багатьох років надавалися додаткові гранти, кількість яких значно зросла після ухвалення Закону про місцеве самоврядування 1929 року, коли ради округів отримали додаткові повноваження. Після Другої світової війни більшість неармійських повітових рад отримали гранти. Коли Рада графства Дарем отримала грант на герб в 1961 році (раніше вона використовувала герб Даремської єпархії), лише рада графства Гемпшир залишилася без офіційного гранту.

### Зміни 1965 року
Зміни в місцевому самоврядуванні в 1965 році призвели до того, що кілька видів гербів застаріли, і нові ради потребували нових гербів: Великий Лондон, Кембриджширу та острову Елі, Гантінгдон та Пітерборо.

### Зміни 1974 року
Місцеве самоврядування в Англії та Вельзі було повністю реорганізовано в 1974 році, при цьому всі існуючі ради графств були скасовані. На їх місці була створена система столичних і неметрополильних повітових управ. Деякі з неметрополійних графств були ідентичні або дуже подібні за територією до попередніх адміністративних округів, і в їхньому випадку вони могли подати заяву на передачу гербів попередніх графських рад за наказом у Раді. У деяких інших випадках, коли були внесені значні зміни до території ради графства, Гербовий колежд надавав герб, дуже схожий на попередній, з низкою внесених змін. У столичних графствах і зовсім нових неметричних округах, таких як Ейвон, Гамберсайд і Клівленд; необхідно було сконструювати нові герби. Герби двох невеликих графських рад були передані графським радам Гантінгдоншира та Ратленда.

### Зміни 1986 року
Шість столичних графських рад (п'ять із яких мали герб) і Рада Великого Лондона були скасовані в 1986 році, а їхні герби застаріли.

### Зміни після 1996 року
До 1995 року всі інші ради графств, крім Дорсета, використовували офіційні герби. З 1996 року поетапна реформа місцевого самоврядування означала скасування низки графських рад. Він також відтворив раду графства Вустершир, яка відновила використання колишнього герба ради графства. Унітарна влада Герефордширу, графства для церемоніальних цілей, також отримала використання старого герба ради графства. Серед створених унітарних органів влади був Східний Райдинг Йоркширу. Однак це була зовсім інша територія, ніж Іст-Райдинг до 1974 року, тому не було дозволено отримати старий герб. Рада таки отримала грант на новий герб. Графство Ратленд став унітарною владою та церемоніальним графством, зберігаючи герб, який був переданий від попередньої ради графства. Дорсет став унітарною владою в 2019 році і ще не подав заявку на офіційну передачу герба.

## Використання гербів
Герб надавався управам графства, а не графству взагалі. Це означає, що їх може використовувати лише сама рада, яка не може дозволити іншому органу чи особі використовувати свовій герб. Проте багато окружних рад мають додатковий геральдичний бейдж, на використання якого вони можуть надати дозвіл для пов'язаних із округою організацій.
Загальноприйнятою практикою є те, що дозволено ілюструвати герб ради графства за умови авторського права ілюстратора. У цьому випадку вони мають бути чітко позначені як герби окружної ради.

## Діючі герби

### Повітові ради поза столичною громадою
Після ряду реформ в Англії залишилося 25 дворівневих рад графств.
| Рада                                    | Зображення   | Грант                                              |
| --------------------------------------- | ------------ | -------------------------------------------------- |
| Рада графства Кембриджшир               |              | Створений 1976 рік                                 |
| Рада графства Камбрія                   | Coat of arms | Створений 1974 рік                                 |
| Рада графства Дербішир                  | Coat of arms | Перенесено 1974; клейнод і щитотримачі додано 1976 |
| Рада графства Девон                     | Coat of arms | Переведений 1975р                                  |
| Рада графства Східний Сассекс           | Coat of arms | Створений 1975 рік                                 |
| Рада графства Ессекс                    | Coat of arms | Переведений 1974р                                  |
| Рада графства Глостершир                |              | Переведений 1976р                                  |
| Рада графства Гемпшир                   |              | Рік створення 1992 р.                              |
| Рада графства Гартфордшир               |              | Переведений 1974р                                  |
| Рада графства Кент                      | Coat of arms | Переведений 1975р                                  |
| Рада графства Ланкашир                  | Coat of arms | Переведений 1974р                                  |
| Рада графства Лестершир                 | Coat of arms | Переведений 1974р                                  |
| Рада графства Лінкольншир               | Coat of arms | Створений 1977 рік                                 |
| Рада графства Норфолк                   | Coat of arms | Перенесено 1974; Прихильників додано 1992          |
| Рада графства Північний Йоркшир         | Coat of arms | Створений 1980 рік                                 |
| Рада графства Ноттінгемшир              | Coat of arms | Переведений 1977р                                  |
| Рада графства Оксфордшир                | Coat of arms | Створений 1976 рік                                 |
| Рада графства Сомерсет                  |              | Перенесено 1974; клейнод і щитотримачі додано 2003 |
| Рада графства Стаффордшир               |              | Переведений 1975р                                  |
| Рада графства Саффолк                   | Coat of arms | 1978 рік                                           |
| Рада графства Суррей                    | Coat of arms | Створений 1974 рік                                 |
| Рада графства Ворікшир                  | Coat of arms | Переведений 1975р                                  |
| Рада графства Західний Сассекс          | Coat of arms | Створений 1975 рік                                 |
| Рада графства Вустершир (створена 1998) | Coat of arms | Перенесено 1998р                                   |

### Унітарні органи влади церемоніальних графств
| Рада                     | Зображення   | Грант             | Примітки                                                              |
| ------------------------ | ------------ | ----------------- | --------------------------------------------------------------------- |
| Бакінгемшир              |              | Ще не передано    | Повітова рада, стала унітарною у 2020 році.                           |
| Брістоль                 |              | Переведений 1974р | Районна рада, стала унітарною в 1996 році.                            |
| Корнуолл                 |              | Переведений 1975р | Рада округу стала унітарною у 2009 році.                              |
| Дорсет                   |              | Ще не передано    | Рада округу стала унітарною у 2019 році.                              |
| Графство Дарем           | Coat of arms | 1974 рік          | Рада округу стала унітарною у 2009 році.                              |
| Східний райдинг Йоркшира | Coat of arms | 1996 рік          | -                                                                     |
| Герефордшир              |              | Переведений 1998р | Рада графства скасована в 1974 році, відновлена унітарна в 1998 році. |
| Острів Вайт              |              | Переведений 1975р | Окружна рада стала унітарною в 1995 році.                             |
| Нортумберленд            | Coat of arms | Переведений 1974р | Рада округу стала унітарною у 2009 році.                              |
| Ратленд                  |              | Переведений 1974р | Районна рада, стала унітарною в 1997 році.                            |
| Шропшир                  |              | Переведений 1974р | Рада округу стала унітарною у 2009 році.                              |
| Вілтшир                  |              | Переведений 1976р | Рада округу стала унітарною у 2009 році.                              |

## Застарілі герби

### Ради графства (1889—1974)
| Рада                                     | Зображення | Грант                                    |
| ---------------------------------------- | ---------- | ---------------------------------------- |
| Бедфордшир                               |            | 1951                                     |
| Беркшир                                  |            | 1947 р., щитотримачів надано 1961 р.     |
| Бакінгемшир                              |            | 1948                                     |
| Кембриджшир (скасовано 1965)             |            | 1914                                     |
| Кембриджшир і острів Елі (створено 1965) |            | 1965                                     |
| Чешир                                    |            | 1938                                     |
| Корнуолл                                 |            | 1939                                     |
| Камберленд                               |            | 1951                                     |
| Дербішир                                 |            | 1937                                     |
| Девон                                    |            | 1926, supporters and crest granted 1962. |
| Дорсет                                   |            | 1950                                     |
| Дарем                                    |            | 1961                                     |
| Ессекс                                   |            | 1932                                     |
| Глостершир                               |            | 1935                                     |
| Гемпшир                                  |            | Відсутній грант на герб                  |
| Герефордшир                              |            | 1946                                     |
| Гартфордшир                              |            | 1926                                     |
| Гантінгдоншир (скасовано 1965)           |            | 1937                                     |
| Гантінгдон і Пітерборо (створено 1965)   |            | 1965                                     |
| Острів Ілі (скасовано 1965)              |            | 1931                                     |
| Острів Вайт                              |            | 1938                                     |
| Keнт                                     |            | 1933                                     |
| Ланкашир                                 |            | 1903                                     |
| Лестершир                                |            | 1930                                     |
| Лінкольншир, Частини Голландії           |            | 1954                                     |
| Лінкольншир, Частини Кестевена           |            | 1950                                     |
| Лінкольншир, частина Ніндсі              |            | 1935                                     |
| Лондон (скасовано 1965)                  |            | 1914                                     |
| Міддлсекс (скасовано 1965)               |            | 1910                                     |
| Норфолк                                  |            | 1904                                     |
| Нортгемптоншир                           |            | 1939                                     |
| Нортумберленд                            |            | 1951                                     |
| Ноттінгемшир                             |            | 1937                                     |
| Оксфордшир                               |            | 1949                                     |
| Ратленд                                  |            | 1950                                     |
| Шропшир                                  |            | 1896                                     |
| Сок Пітерборо (скасовано 1965)           |            | 1950                                     |
| Сомерсет                                 |            | 1911                                     |
| Стаффордшир                              |            | 1931                                     |
| Східний Саффолк                          |            | 1935                                     |
| Західний Саффолк                         |            | 1959                                     |
| Суррей                                   |            | 1934                                     |
| Східний Сассекс                          |            | 1937                                     |
| Західний Сассекс                         |            | 1889                                     |
| Ворикшир                                 |            | 1931                                     |
| Вестморленд                              |            | 1926                                     |
| Вілтшир                                  |            | 1937                                     |
| Вустершир                                |            | 1947                                     |
| Йоркшир, Східний Йоркширський Райдінг    |            | 1945                                     |
| Йоркшир, Північний Рідінг                |            | 1928                                     |
| Йоркшир, Західний Рідінг                 |            | 1927                                     |

### Рада Великого Лондона (1965—1986)
| Рада                  | Зображення | Грант    |
| --------------------- | ---------- | -------- |
| Рада Великого Лондона |            | 1965 рік |

### Повітові ради поза столичною громадою
| Рада                               | Зображення   | Грант                |
| ---------------------------------- | ------------ | -------------------- |
| Ейвон (скасовано в 1996 році)      |              | 1976 рік             |
| Бедфордшир (скасовано 2009)        |              | Переведений 1975р    |
| Беркшир (скасовано 1998)           |              | Новий герб 1974 року |
| Чешир (скасовано 2009)             |              | Переведений 1976р    |
| Клівленд (скасовано 1996)          |              | 1974 рік             |
| Герефорд і Вустер (скасовано 1998) |              | 1978 рік             |
| Гамберсайд (скасовано 1996)        |              | 1976 рік             |
| Нортгемптоншир (скасовано 2021)    | Coat of arms | Переведений 1975р    |

### Ради столичних округів (1974—1986)
| Рада              | Зображення | Грант             | Стаття                   |
| ----------------- | ---------- | ----------------- | ------------------------ |
| Великий Манчестер |            | 1974 рік          | Герб Великого Манчестера |
| Мерсісайд         |            |                   |                          |
| Південний Йоркшир |            | 1978 рік          |                          |
| Тайн-енд-Вір      |            | Герб не надавався |                          |
| Західний Мідленд  |            |                   |                          |
| Західний Йоркшир  |            | 1975 рік          | Герб Західного Йоркшира  |